# Parajassa tristanensis
Parajassa tristanensis är en kräftdjursart som beskrevs av Stebbing 1888. Parajassa tristanensis ingår i släktet Parajassa och familjen Ischyroceridae. Inga underarter finns listade i Catalogue of Life.